# Agrias clara
Agrias clara är en fjärilsart som beskrevs av Le Moult 1926. Agrias clara ingår i släktet Agrias och familjen praktfjärilar. Inga underarter finns listade i Catalogue of Life.